# كونستانس فينيمور وولسون
كونستانس فينيمور وولسون (5 مارس 1840 - 24 يناير 1894) كانت روائية أمريكية وشاعرة وكاتبة قصص قصيرة. كانت ابنة أخ جيمس فينيمور كوبر، وعرفت أكثر برواياتها عن منطقة البحيرات العظمى والجنوب الأمريكي والمغتربين الأمريكيين في أوروبا.

## حياتها وكتاباتها

### في أمريكا: الكاتبة القصصية
ولدت وولسون في كليرمونت، نيوهامبشاير، لكن عائلتها انتقلت بعد ذلك إلى كليفلاند، أوهايو، بعد وفاة ثلاث من شقيقاتها بسبب الحمى القرمزية. تلقت وولسون تعليمها في كلية كليفلاند للإناث ومدرسة داخلية في نيويورك. كثيرًا ما سافرت ضمن منطقة الغرب الأوسط والمناطق الشمالية الشرقية من الولايات المتحدة خلال طفولتها وشبابها.
توفي والد وولسون في عام 1869. في العام التالي، بدأت بنشر الروايات والمقالات في مجلات مثل «ذا أتلانتك مونثلي» و«هاربرز ماغازين». كانت أول مطبوعاتها الكاملة كتابًا للأطفال بعنوان «البيت الحجري القديم» (1873). في عام 1875، نشرت أول مجموعة لها من القصص القصيرة، «قلعة لا مكان: رسومات من بلاد البحيرات»، استنادًا إلى تجاربها في منطقة البحيرات العظمى، وخصوصًا جزيرة ماكيناك.
من عام 1873 إلى عام 1879، قضت وولسون فصول الشتاء مع والدتها في سانت أوغستين، فلوريدا. خلال هذه الزيارات، كثيرًا ما سافرت في الجنوب، مما أتاح لها المادة لمجموعتها التالية من القصص القصيرة، «رودمان الحارس: رسومات جنوبية» (1880). بعد وفاة والدتها في عام 1879، ذهبت وولسون إلى أوروبا، حيث أقامت في سلسلة من الفنادق في إنجلترا وفرنسا وإيطاليا وسويسرا وألمانيا.

### في أوروبا: الروائية
نشرت وولسون روايتها الأولى «آن» في عام 1880، تبعتها ثلاث روايات أخرى: «ملائكة الشرق» (1886)، و«أضواء جوبيتر» (1889) و«هوراس تشيس» (1894). في عام 1883، نشرت الرواية القصيرة «من أجل الرائد»، قصة عن الجنوب بعد الحرب التي أصبحت واحدة من أكثر أعمالها المعروفة. في شتاء 1889-1890، سافرت إلى مصر واليونان، مما أسفر عن مجموعة من الرسومات السفرية، «مينتون، القاهرة وكورفو» (نشرت بعد وفاتها في عام 1896).
في عام 1893، استأجرت وولسون شقة أنيقة في قصر أوريو سيميتيكولو بينزون على القناة الكبرى في البندقية. عانت من الإنفلونزا والاكتئاب، إما قفزت أو سقطت حتى الموت من نافذة في الطابق الرابع في الشقة في يناير 1894، ونجت لمدة حوالي ساعة بعد السقوط. دُفنت في المقبرة البروتستانتية في روما وخلدت ذكراها بلوحة آن على جزيرة ماكيناك، ميشيغان، ومزهرية من الفضة في كنيسة المسيح في كوبرستاون، نيويورك.
ظهرت مجموعتان من قصصها القصيرة بعد وفاتها: «الفناء الأمامي وقصص إيطالية أخرى» (1895) و«دوروثي وقصص إيطالية أخرى» (1896).

## الأعمال المختارة
طبعت (وأعيدت طباعة) أعمال مختارة من كونستانس فينيمور وولسون في عدة مجلدات من السيرة الذاتية للعائلة على يد ابنة أخت وولسون، كلير بينيديكت. «خمسة أجيال: 1785-1923» هو العنوان العام لثلاثة مجلدات نُشرت في عام 1930: «أصوات من الماضي» (المجلد 1)، «كونستانس فينيمور وولسون» (المجلد 2)، و«البينيديكتس في الخارج» (المجلد 3). ثم أعادت بينيديكت طباعة الجزء الثاني من السلسلة، «كونستانس فينيمور وولسون»، في عام 1932 وأضافت موادًا منشورة وغير منشورة في «الملحق إيه». في هذا القسم المرجعي، يُشار إلى الأجزاء الأربعة التي حررتها بينيديكت بـ«بينيديكت»، رقم المجلد، و(1932).